# Мужчина как эволюционная инновация?
Мужчина как эволюционная инновация? Эссе о мужской природе, сексуальности, жизненной стратегии и метаморфозы мужественности(чеш. Muž jako evolučni inovace? Eseje o maskulinitě, jeji etologii, životnich strategiich a proměnach) ―  научно-популярная  книга чешского интеллектуала, биолога, философа и писателя Станислава Комарека, впервые изданная в Праге в издательстве «Academia» 2012 года.

## Содержание
Книга посвящена природе и сексуальности мужчин, их поведению в самых разных ситуациях войны и мира, возникновению и организации мужских коллективов, отношению мужчин к женщинам и другим мужчинам, изменению образа мужчины в течение истории и многим другим темам, в том числе и глубоко табуированным.
В Чехии это издание, как и многие другие книги профессора Комарека, стало научно-популярным бестселлером благодаря глубокой эрудиции автора в биологии и общественных науках, свежести и беспристрастности его взгляда на мир и особому «комарекивскому» стилю — несколько провокативному и полному юмора.
Дополнительным «бонусом» для читателя станет представление о том, какие взгляды на роль мужчины и женщины в обществе сейчас распространены в центрально-европейском ареале, где в ряде стран пока доминируют более консервативные взгляды. Хорошо это или плохо, каждый читатель сможет решить для себя сам, размышляя над книгой Станислава Комарека.

## Издание в Украине
В Украине книга вышла в украинском переводе (перевод — Елена Крушинская, Татьяна Окопная) в издательстве «Априори» в 2018 году.

## Награды
Книга «Мужчина как эволюционная инновация?» завоевала первое место в ХХІ Всеукраинском рейтинге «Книга года—2019», набрав наибольшее количество баллов от экспертов в номинации «СОФИЯ: Философия/Антропология/Психология».